# Cheny, Yonne
Cheny là một xã của Pháp, tọa lạc ở tỉnh Yonne trong vùng Bourgogne. Người dân ở đây trong tiếng Pháp gọi là Chinacusiens.

## Hành chính
| Danh sách các thị trưởng               |           |                   |      |         |
| Giai đoạn                              | Giai đoạn | Tên               | Đảng | Tư cách |
| 1893                                   | 1896      | Eugène Boucheron  |      | -       |
| 1896                                   | 1898      | Eugène Barillon   |      | -       |
| 1898                                   | 1904      | Auguste Colombet  |      | -       |
| 1904                                   | 1908      | Alexandre Foucher |      | -       |
| 1908                                   | 1925      | Gustave Boucheron |      | -       |
| 1925                                   | 1933      | Léon Normier      |      | -       |
| 1933                                   | 1935      | Edouard Adan      |      | -       |
| 1935                                   | 1955      | Albert Gallois    |      | -       |
| 1955                                   | 1966      | Camille Robineau  |      | -       |
| 1966                                   | 1984      | Sylvain Bourgoin  |      | -       |
| 1984                                   | actuel    | Georges Friedrich |      | -       |
| Tất cả các dữ liệu trước đây không rõ. |           |                   |      |         |

## Thông tin nhân khẩu
| Năm | 1962 | 1968 | 1975 | 1982 | 1990 | 1999 | 2005 |
| --- | ---- | ---- | ---- | ---- | ---- | ---- | ---- |
| Dân số | 1556 | 1678 | 2210 | 2523 | 2521 | 2535 | 2588 |
| From the year 1962 on: No double counting—residents of multiple communes (e.g. students and military personnel) are counted only once. |      |      |      |      |      |      |      |